# Крекінг-установка Бомонт
Крекінг-установка Бомонт – підприємство нафтохімічної промисловості в Техасі, яке належить енергетичному гіганту ExxonMobil. 
Район на південному сході Техасу поблизу кордону з Луїзіаною носить назву «Золотого трикутника» нафтохімічної промисловості – міста Порт-Артур (піролізні установки Chevron, Flint Hill, BASF/Total, Total/Novealis), Орандж (виробництво компанії DuPont) та Бомонт. В останньому з 1903 року діє нафтопереробний завод, який згодом доповнили хімічним виробництвом. Зокрема, в 1961-му тут стала до ладу установка парового крекінгу (піролізу), яка станом на середину 1990-х мала потужність по етилену у 566 тисяч тонн на рік. До середини наступного десятиліття цей показник довели до 816 тисяч тонн, а в 2015-му він вже складав 900 тисяч тонн.
Як сировину установка використовує переважно газовий бензин (75%), доповнюючи його зрідженими вуглеводневими газами (етан та пропан по 8%, бутан 9%).
Споживання тяжкої (як для нафтохімії) сировини означає вихід у складі продукту великої кількості пропілену, а також фракції С4. Можливо відзначити, що в центрі «Золотого трикутника», в Порт-Нечес, діє установка фракціонування бутадієну, яка вилучає з газів піролізних виробництв цю надзвичайно важливу для виробництва синтетичних каучуків речовину.
Вироблений етилен може постачатись по етиленопроводу Еванджелін.